# Assé-le-Riboul
Assé-le-Riboul és un municipi francès situat al departament del Sarthe i a la regió de País del Loira. L'any 2007 tenia 478 habitants.

## Demografia

### Població
El 2007 la població de fet d'Assé-le-Riboul era de 478 persones. Hi havia 186 famílies de les quals 48 eren unipersonals (24 homes vivint sols i 24 dones vivint soles), 59 parelles sense fills, 75 parelles amb fills i 4 famílies monoparentals amb fills.
La població ha evolucionat segons el següent gràfic:
Habitants censats

### Habitatges
El 2007 hi havia 260 habitatges, 188 eren l'habitatge principal de la família, 42 eren segones residències i 30 estaven desocupats. Tots els 257 habitatges eren cases. Dels 188 habitatges principals, 159 estaven ocupats pels seus propietaris, 27 estaven llogats i ocupats pels llogaters i 2 estaven cedits a títol gratuït; 16 tenien dues cambres, 33 en tenien tres, 45 en tenien quatre i 94 en tenien cinc o més. 132 habitatges disposaven pel capbaix d'una plaça de pàrquing. A 78 habitatges hi havia un automòbil i a 103 n'hi havia dos o més.

### Piràmide de població
La piràmide de població per edats i sexe el 2009 era:
| Homes | Edats   | Dones |
| ----- | ------- | ----- |
| 0     | 95 o +  | 0     |
| 0     | 90 a 94 | 0     |
| 4     | 85 a 89 | 0     |
| 0     | 80 a 84 | 4     |
| 24    | 75 a 79 | 4     |
| 8     | 70 a 74 | 12    |
| 4     | 65 a 69 | 16    |
| 16    | 60 a 64 | 8     |
| 16    | 55 a 59 | 16    |
| 4     | 50 a 54 | 8     |
| 8     | 45 a 49 | 12    |
| 32    | 40 a 44 | 8     |
| 12    | 35 a 39 | 24    |
| 8     | 30 a 34 | 12    |
| 12    | 25 a 29 | 12    |
| 16    | 20 a 24 | 8     |
| 12    | 15 a 19 | 16    |
| 16    | 10 a 14 | 12    |
| 8     | 5 a 9   | 12    |
| 16    | 0 a 4   | 4     |

## Economia
El 2007 la població en edat de treballar era de 299 persones, 233 eren actives i 66 eren inactives. De les 233 persones actives 220 estaven ocupades (116 homes i 104 dones) i 13 estaven aturades (8 homes i 5 dones). De les 66 persones inactives 27 estaven jubilades, 23 estaven estudiant i 16 estaven classificades com a «altres inactius».

### Ingressos
El 2009 a Assé-le-Riboul hi havia 194 unitats fiscals que integraven 466,5 persones, la mediana anual d'ingressos fiscals per persona era de 17.150 €.

### Activitats econòmiques
Dels 5 establiments que hi havia el 2007, 4 eren d'empreses de construcció i 1 d'una empresa de serveis.
Dels 3 establiments de servei als particulars que hi havia el 2009, 1 era un paleta, 1 guixaire pintor i 1 fusteria.
L'any 2000 a Assé-le-Riboul hi havia 24 explotacions agrícoles que ocupaven un total de 1.170 hectàrees.

## Equipaments sanitaris i escolars
El 2009 hi havia una escola elemental. Assé-le-Riboul disposava d'un col·legi d'educació secundària amb 60 alumnes.

## Poblacions més properes
El següent diagrama mostra les poblacions més properes.